# Riad Al Sunbati
Riad Muhammad Al Sunbati (en árabe: رياض محمد السنباطي, o Riad Mohammed Al Sunbati, Egipto,  30 de noviembre de 1906 - 10 de septiembre de 1981) También trascrito, Reyad El Sonbaty, Riad Sonbati Riad al Sombati, Riadh Sonbati o Riad el Sonbaty. Fue un compositor y músico egipcio del siglo XX considerado un icono de la música egipcia . El número de sus obras líricas es de 539 entre ópera egipcia , operetas, canción cinematográfica y religiosa, poemas, Taqtouqa y Mawalia. Compuso para los más afamados cantantes árabes de la época como: Oumm Kaltum , Fairuz, Asmahan , Warda Al-Jazairia (Warda (cantante)) , Najat Al Saghira , Mounira El Mahdeya , Fayza Ahmed , Saleh Abdel Hai , Souad Mohamed, Aziza Jalal (quien fuera la última cantante en interpretar sus últimas melodías), entre muchos intérpretes más.

## Biografía
Riad Sunbati, nació el 30 de noviembre de 1906. Fue el primogénito de una familia de la ciudad de Faraskur , gobernación de Damieta , Egipto. Su padre era cantante de Mawlid (Celebraciones) de bodas y fiestas religiosas en los pueblos y ciudades cercanas, por ello siempre fue común para Riad escuchar a su padre tocar el oud y cantar a diario. A la edad de nueve años, Riad, solía escaparse de clases escondiéndose de su padre para tocar el oud y cantar composiciones de Sayed Darwich. Su padre al descubrirlo decidió llevarlo a cantar en las celebraciones junto con él. Luego su familia migro de Faraskur a El Mansura , Gobernación de Dacalia, por lo que el joven Riad fue inscrito en una escuela de kuttab (Escuela primaria de lectura y escritura). Sin embargo, sus estudios nunca le fueron de tanto interés como la música.

### Inicios
Sunbati en su niñez, debido a una enfermedad en sus ojos que le dificultaba la lectura y le impedía estudiar, comenzó a tomar clases con su padre quien le enseñó los principios básicos de la música y sus ritmos. Sunbati mostró un talento notable y en corto tiempo se convirtió en la estrella de la banda y su cantante principal. Pronto se ganó el apodo Bulbul al-Mansoura, (El ruiseñor de Mansoura - بلبل المنصورة ). Cuando Sayed Darwich escuchó por primera vez a Sunbati, lo invitó a ir con él a Alejandría para tener mejores oportunidades, pero el padre de Sunbati se negó ya que dependía de él para trabajar en su banda.

### Carrera musical

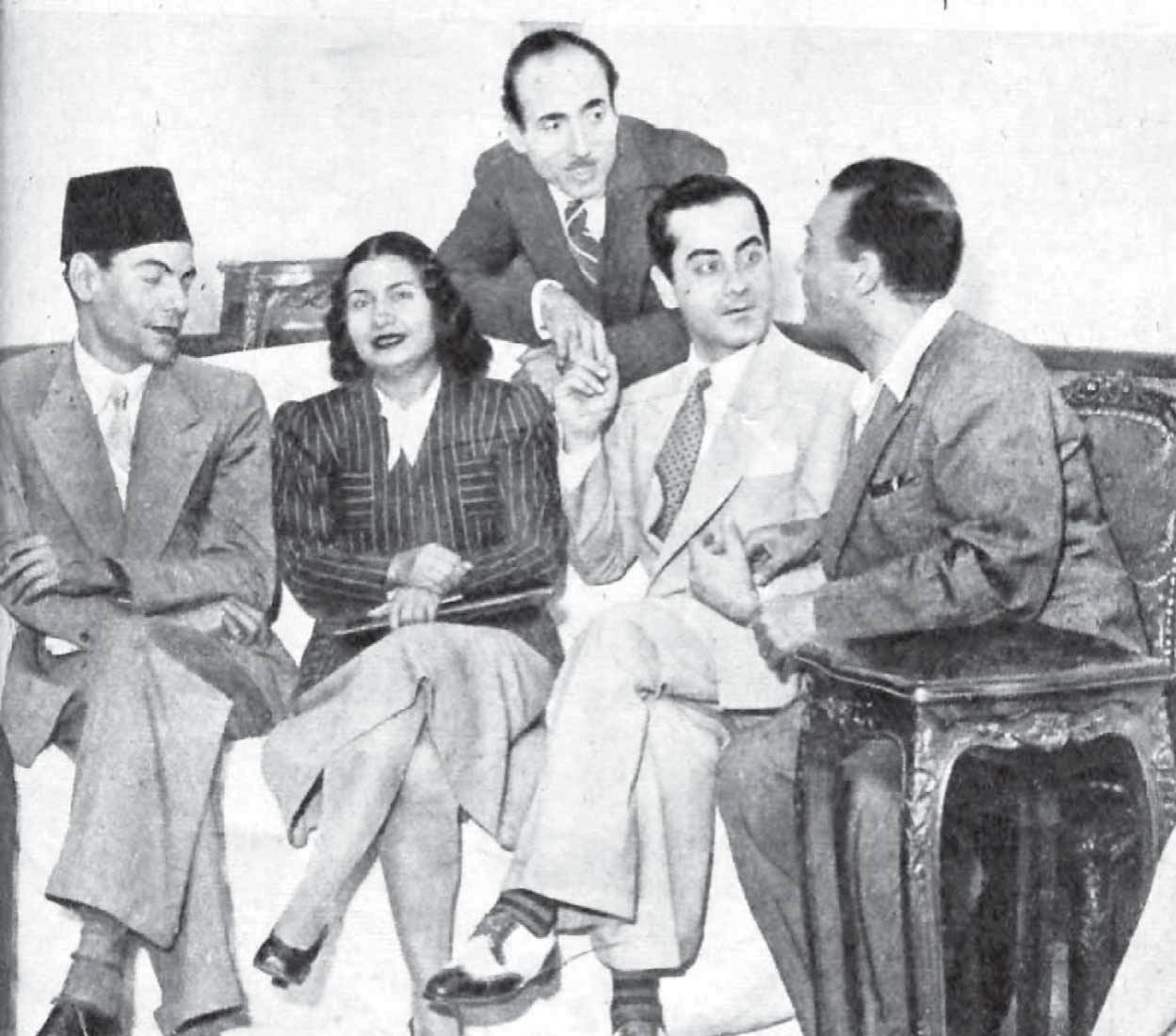
Al Sunbati, Umm Kalzum, Mohamed Al Qasabgi, Farid al-Atrash y Zakariyya Ahmad

En 1928, Sunbati y su padre se mudaron a El Cairo ya que pensaba que Riad merecía demostrar su talento en el mundo artístico, al igual que Umm Kalzum. En este año, Sunbati, comenzó una nueva etapa en su vida, se inscribió en el Instituto de Música Árabe de El Cairo en donde se recibió e impartió clases de oud y canto. A partir de aquí, su fama creció y su nombre comenzó a aparecer en las celebraciones del instituto como un músico habilidoso. Sin embargo, solo ocupó ese puesto por tres años, después de lo cual renunció y decidió ingresar al mundo de la composición. 
Su primera composición musical fue sobre un poema de Ahmed Shawqi, mismo poema que fuera compuesto y cantado más adelante por Mohammad Abdel Wahab en (Maqadeer men Jafnayky), también trabajó como oudista (Laudista) y vocalista en el takht (conjunto) de Mohammad Abdel Wahab, donde interpreta su canción El Nile Nagachi en la película Alwarda AlBeyda. A principios de la década de 1930, comenzó a trabajar con Audion Records, un importante estudio de grabación egipcio donde grabó varios taqsims propios. La compañía Audion (أوديون) lo contrató como compositor para sus cantantes más famosos de ese momento como: Saleh Abdel Hai , Abdel-Ghani Al Sayed, Rajaa Abdo y Najat Ali. En 1979, Riad Al Sunbati recibió el prestigioso Premio Internacional de Música UNSECO como intérprete del Oud convirtiéndose en la primera persona del Medio Oriente y el único egipcio en recibir ese premio. También era reconocido por sus Taqsim (solos instrumentales) únicos y originales, considerados por los árabes como los más auténticos de ese momento, los que hoy en día son ampliamente utilizados como modelos de música y Maqam en los conservatorios de música de Oriente Medio. Dejando una colección de sus taqsims en los principales maqams árabes los que fueron grabados más tarde en su carrera. 
Una de sus composiciones instrumentales más famosas es "longa riad" (también conocida como "longa farahfaza"), que se considera la longa árabe más famosa que interpretaron muchas orquestas y oudistas occidentales y turcos.

## Relación artística con Umm Kalzum

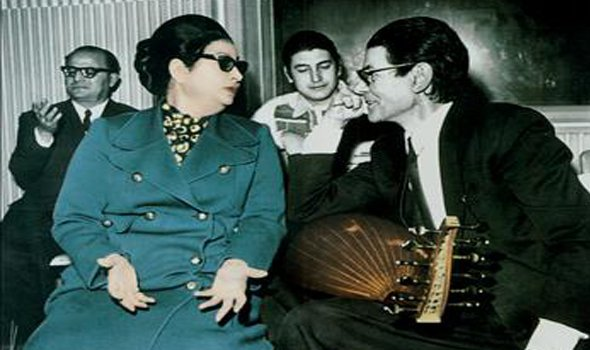
Riad Al Sunbati junto a Umm Kalzum

A mediados de la década de 1930, la cantante Umm Kalzum se hacía cada vez más famosa en todo Egipto, por lo tanto Riad esperaba conocerla para proponerle su trabajo. Riad Al Sunbati compuso para Umm Kalzum por primera vez la canción Ala Balad El-Mahboub (على بلد المحبوب) (Al país del amado) en 1935 para su película Wedad, y aunque Umm Kalzum se negó a cantar la canción en la película ella lo grabaría tiempo después siendo un gran éxito. Como resultado de ese gran éxito, se unió a su equipo artístico, que incluía a los compositores Mohamed El Qasabgi y Zakariyya Ahmad convirtiéndose en su compositor más joven en ese momento. Trabajó con Umm Kulthum en muchas canciones para sus películas como "ifrah ya Aalbi" (إفرح يا قلبي), considerada la canción que desarrolló su estilo único. Compuso más de 200 canciones para ella, más que cualquier otro compositor. Al mismo tiempo, compuso poemas árabes de envidiable calidad por los compositores, por lo que mereció el apodo de "El Genio" de Umm Kalzum. Es por ello que Riad fue uno de los únicos compositores a quienes Umm Kalzum respetaba en todas sus opiniones y comentarios, al punto de aceptar todas sus composiciones sin objeción alguna. 
Creó muchas obras maestras clásicas para Umm Kalzum como Robaa'eyat El Khayyam, en base al muy apreciado poema persa de Omar Khayyam que fue traducido por Ahmed Rami (Poeta) al árabe. También compuso muchas canciones religiosas convirtiéndose en el mejor compositor de canciones religiosas como lo describiera Mohammad Abdel Wahab. Una de sus canciones más conocidas es "Zikrayat", cuya obertura se considera una de las más largas de la música árabe, incluso más larga que Inta Omri de Abdel Wahab. Debido a su carrera previa como cantante, una característica del trabajo de Riad Al Sunbati, es que él solía grabar primero la mayoría de sus composiciones para Umm Kalzum con su propia voz, las que luego remitía a ella en discos separados para que las estudie.

### Al-Atlal
La canción Al Atlal (الأطلال) (Las Ruinas) es uno de los clásicos de la música universal árabe. Muchos críticos la consideraron como "La corona de la canción árabe" y la mejor canción árabe del siglo XX . Algunos sostienen que fue lo mejor que cantó Umm Kalzum , y lo mejor que compuso Sunbati. Umm Kalzum presentó Al-Atlal en 1966, dos años después de la primera canción compuesta por Mohammad Abdel Wahab para ella, llamada Inta Omri (إنت عمري) (Tu eres mi vida), y que obtuvo el mismo gran éxito.

## Carrera como actor
Riad en 1933 incursionó en la actuación cuando asumió el papel de un músico laudista en la película "El warda el baida" (La rosa blanca), siendo esta su única experiencia como actor. Aunque luego se le propusieron más papeles como actor, Sunbati, los rechazó ya que prefería su trabajo como compositor y creía que "actuar no era lo suyo". También escribió la partitura musical para la película homonimia, "Fadel Youmeen" (Quedan dos días).

## Discografía

### Las composiciones más notables para Umm Kalzum incluyen
- Al-Atlal (las ruinas)
- Robayyeat Al-khayyam (cuartetas de Omar Khayyam)
- A'ala Balad elmahbob (al país del amado)
- Ifrah ya Alby
- Ya lelet el eid
- Zikrayat
- Yally Kan yeshgeek aneeny
- Lessa Faker
- Hayyart Albi ma'ak
- Awidt E'iny
- El alb ye'eshaq kol Gameel
- Min agl Aynayk
- Hadiz Alrooh
- Thawrat Alshak
- Arooh le meen
- Arak A'asy alDama '
- Al Thulatheya Al-Muqadasa

### Bandas cinematográficas
- Fatmah (1947)
- Hanan (1944)
- Shuhaddaa el gharam (1942)
- Areess min Istambul (1931)
- Wedad (1936)

### Canciones interpretadas por Riad Al Sunbati
- Ashwaq
- Ilah alkoon
- Raby sobhanak dawman

### Composiciones instruentales
- Longa Farahfaza (longa Riad)
- Danza de Shangai[7]